# سیارک ۱۷۵۰۴۶
سیارک ۱۷۵۰۴۶ (به انگلیسی: 175046 Corporon، نامگذاری:2004FD92) صد و هفتاد و پنج هزار و چهل و ششمین سیارک کشف شده‌است که در ۲۷ مارس ۲۰۰۴ کشف شد.